# Shandan
Der Kreis Shandan (山丹县; Pinyin: Shāndān Xiàn) ist ein Kreis der bezirksfreien Stadt Zhangye in der chinesischen Provinz Gansu. Er hat eine Fläche von 4.948 km² und zählt 169.800 Einwohner (Stand: Ende 2018). Sein Hauptort ist die Großgemeinde Qingquan (清泉镇).